# Rasa de l'Alzina
|  | Aquest article tracta sobre el curs fluvial del Solsonès. Vegeu-ne altres significats a «Rasa de l'Alzina (desambiguació)». |

La Rasa de l'Alzina en confluir amb la Rasa de la Solana dona origen a la Rasa de Guardiola, afluent per la dreta del Riu Negre.

## Descripció
Amb direcció predominant cap al SO, neix a 810 msnm al terme municipal de Llobera. De seguida entra al municipi d'Olius on passa per la Font de Cal Masó i pel costat de Cal Masó just abans d'entrar al terme municipal de Riner on, davant de la masia de l'Alzina, rep per la dreta la Rasa de Tracs.

## Termes municipals que travessa
Des del seu naixement, la Rasa de l'Alzina passa successivament pels següents termes municipals.
|                                        | Longitud (en m.) | % del recorregut |
| -------------------------------------- | ---------------- | ---------------- |
| Per l'interior del municipi de Llobera | 135              | 3,8%             |
| Per l'interior del municipi d'Olius    | 1.020            | 28,9%            |
| Per l'interior del municipi de Riner   | 2.373            | 67,3%            |

## Perfil del seu curs
| Recorregut (en m.) | Altitud (en m.) | Pendent |
| ------------------ | --------------- | ------- |
| 0                  | 805             | -       |
| 250                | 798             | 2,8%    |
| 500                | 791             | 2,8%    |
| 750                | 785             | 2,4%    |
| 1.000              | 772             | 5,2%    |
| 1.250              | 757             | 6,0%    |
| 1.500              | 746             | 4,4%    |
| 1.750              | 744             | 0,8%    |
| 2.000              | 722             | 8,8%    |
| 2.250              | 712             | 4,0%    |
| 2.500              | 698             | 5,6%    |
| 2.750              | 687             | 4,4%    |
| 3.000              | 675             | 4,8%    |
| 3.250              | 667             | 3, %    |
| 3.528              | 659             | 2,9%    |

## Xarxa hidrogràfica
La xarxa hidrogràfica de la Rasa de l'Alzina està integrada per un total de 12 cursos fluvials dels quals 8 són subsidiaris de 1r nivell i 3 ho són de 2n nivell. La totalitat de la xarxa suma una longitud de 10.607 m.